# Chrysostomusklooster
Het Chrysostomusklooster (Russisch: Златоустовский монастырь) of het Zlato-oestklooster was een Russisch-orthodox klooster in Moskou gewijd aan de Heilige Johannes Chrysostomus (Russisch: Иоанн Златоуст, Ioann Zlato-oest).

## Geschiedenis
Het klooster was gesitueerd in het oostelijk deel van Kitajgorod aan de Zlato-oestinski pereoelok. De eerste vermelding van het klooster dateert uit 1412 toen er een aartsdiaken van Novgorod werd begraven. In 1478 liet grootvorst Ivan III van Moskou de houten kathedraal vervangen door een kathedraal van steen. Tijdens de invasie van de Krimse Khan Devlet I Giray in 1571 brandde het klooster af. Na de wederopbouw werd het klooster in de Tijd der Troebelen opnieuw ernstig beschadigd.
In 1660 verbrandde de stenen kathedraal van Ivan III. Op de plaats werd een nieuwe kathedraal gebouwd. Deze kathedraal, nu met vijf koepels, zou blijven bestaan tot in de 20e eeuw. Na een brand in 1737 volgde een nieuwe restauratie in de jaren 1738-1740. Het klooster ontving donaties van edelen uit de buurt. Sommige leden van deze families, met name zij die dienden bij de marine, vonden er een laatste rustplaats.
In 1742 vereerde tsarina Elisabeth van Rusland het klooster met een bezoek. Zij doneerde 2.000 roebel ten behoeve van de bouw van een kerk boven de westelijke toegangspoort. Deze kerk werd gewijd aan Zacharias en Elisabeth. Enkele jaren later werd bij de kathedraal een aparte klokkentoren gebouwd. Vanaf 1764 ontving het klooster een jaarlijkse toelage van 806 roebel en 30 kopeken, oplopend tot 1460 roebel gedurende de heerschappij van Paul I van Rusland. In de jaren 1711-1712 liet admiraal Fjodor Apraksin de Verkondiging aan de Moeder Gods kerk bouwen op de plaats waar zijn voorouders lagen begraven. Daarop volgde de bouw van de Kerk van de Heilige Drie-eenheid (1757-1759), waarvan de inwijding op 27 mei 1761 plaatsvond.
Tijdens de invasie van Napoleon in 1812 werd de sacristie van het klooster verplaatst naar Vologda. Het klooster kwam niet ongeschonden uit de strijd, maar restauratie vond plaats in 1816. Het klooster werd in 1907 bewoond door een archimandriet, elf monniken en twee novicen.

## Het einde
Na de Russische Revolutie (1917) werden de bewoners van het klooster verdreven en de gebouwen geconfisqueerd. Onder het voorwendsel van het atheïstische communistische bestuur dat het klooster ernstig in verval raakte, werden kathedraal, kerken en bijgebouwen in 1933 volledig gesloopt. De graven van de Russische marineleiders werden ontwijd. Het enige dat nog herinnert aan het klooster zijn de cellen van de monniken uit 1862.

## Lijst kerken van het klooster
- Kathedraal van de Heilige Johannes Chrysostomos (1660-1663)
- Kerk van Zacharias en Elisabeth (1742)
- Verkondiging aan de Moeder Gods kerk (1711-1712)
- Kerk van de Heilige Drie-eenheid (1757-1759)